# Kali NetHunter
A Kali NetHunter egy ingyenes és nyílt forráskódú mobil penetrációs tesztelési platform Android eszközökhöz, amely a Kali Linuxon alapul. A Kali NetHunter elérhető rootolatlan eszközökhöz (NetHunter Rootless), rootolt eszközökhöz, amelyek egyéni helyreállítással rendelkeznek (NetHunter Lite), és rootolt eszközökhöz, amelyekhez szintén egyéni helyreállítással rendelkezik és amelyekhez elérhető egy NetHunter specifikus kernel (NetHunter). A hivatalos képfájlokat az Offensive Security teszi közzé a letöltési oldalon és negyedévente frissülnek. Az egyéni kernellel rendelkező NetHunter-képeket a legnépszerűbb támogatott eszközökhöz, például a Google Nexushoz, a Samsung Galaxyhoz és a OnePlushoz teszik közzé. Sok más modell is támogatott, és az Offensive Security által nem közzétett képeket a NetHunter build scriptek segítségével lehet létrehozni. A Kali NetHuntert egy önkéntesekből álló közösség tartja karban, és az Offensive Security finanszírozza.

## Háttér és történet
Az 1.1-es verzió 2015 januárjában jelent meg, és tartalmazta a Oneplus készülékek támogatását és a nem angol billentyűzetkiosztást a HID-támadásokhoz.
Az 1.2-es verzió 2015 májusában jelent meg, és tartalmazta a Nexus 9 androidos táblagépek támogatását.
A 3.0 verzió 2016 januárjában jelent meg az alkalmazás, a telepítő és a kernelépítési keretrendszer jelentős átírása után. Ez a verzió támogatta az Android Marshmallow-t futtató eszközöket is.
A 2019.2-es verzió 2019 májusában jelent meg, és a Kali Linux container helyett a kali-rolling-ra váltott. Ennek a változásnak megfelelően átvette a Kali Linux verziókezelési és kiadási ciklusát. Ezzel a kiadással a támogatott androidos eszközök száma 50 fölé nőtt.
A 2019.3-as verzió 2019 szeptemberében jelent meg, és bevezette a NetHunter App Store-t, mint az alkalmazások telepítésének és frissítésének alapértelmezett módját.
A 2019.4-es verzió 2019 decemberében jelent meg, és bemutatkozott a "Kali NetHunter Desktop Experience".
2019 decembere előtt a Kali NetHunter csak bizonyos androidos eszközökhöz volt elérhető. A  telepítéséhez olyan eszközre volt szükség, amely:
1. rootolt
2. egyéni helyreállítással rendelkezik
3. kifejezetten a Kali NetHunter számára épített kernel található rajta

2019 decemberében megjelentek a "Kali NetHunter Lite" és a "Kali NetHunter Rootless" kiadások, amelyek lehetővé tesztték azon eszközök felhasználóinak, amelyekhez nem állt rendelkezésre NetHunter specifikus kernel, illetve a nem rootolt eszközök felhasználóinak, hogy a Kali NetHuntert csökkentett funkcionalitással telepítsék.
A 2020.1 verzió 2020. január 28-án jelent meg, és 3 NetHunter verziót tartalmazott; NetHunter Rootless, NetHunter Lite, NetHunter Full.
A 2020.2-es verzió 2020. május 12-én jelent meg, és több mint 160 rendszermagot és 64 eszközt támogatott.
A 2020.3-as verzió 2020. augusztus 18-án jelent meg, és tartalmazta a Bluetooth Arsenal-t. (A Kali NetHunter alkalmazásban egyesíti a Bluetooth-eszközök készletét, néhány előre konfigurált munkafolyamatot. A külső adaptert felderítésre, spoofingra, lehallgatásra és hang bejuttatására használhatja különböző eszközökbe, beleértve a hangszórókat, headseteket, órákat vagy akár az autókat is), és támogatta a Nokia 3.1-es és Nokia 6.1-es telefonokat.
A 2020.4-es verzió 2020. november 18-án jelent meg, és új NetHunter beállítási menüt adtak hozzá, különböző boot animációk közül választhattak, és a Magisk továbbra is fennmarad.

## Tulajdonságok
Az asztali Kali Linuxhoz tartozó behatolásvizsgálati eszközökön kívül a NetHunter lehetővé teszi a vezeték nélküli 802.11 frame injekciót, az egykattintásos MANA Evil Access Pointokat, a HID billentyűzet funkciót (a Teensy-szerű támadásokhoz), valamint a BadUSB, man-in-the-middle /(MitM) támadásokat. 

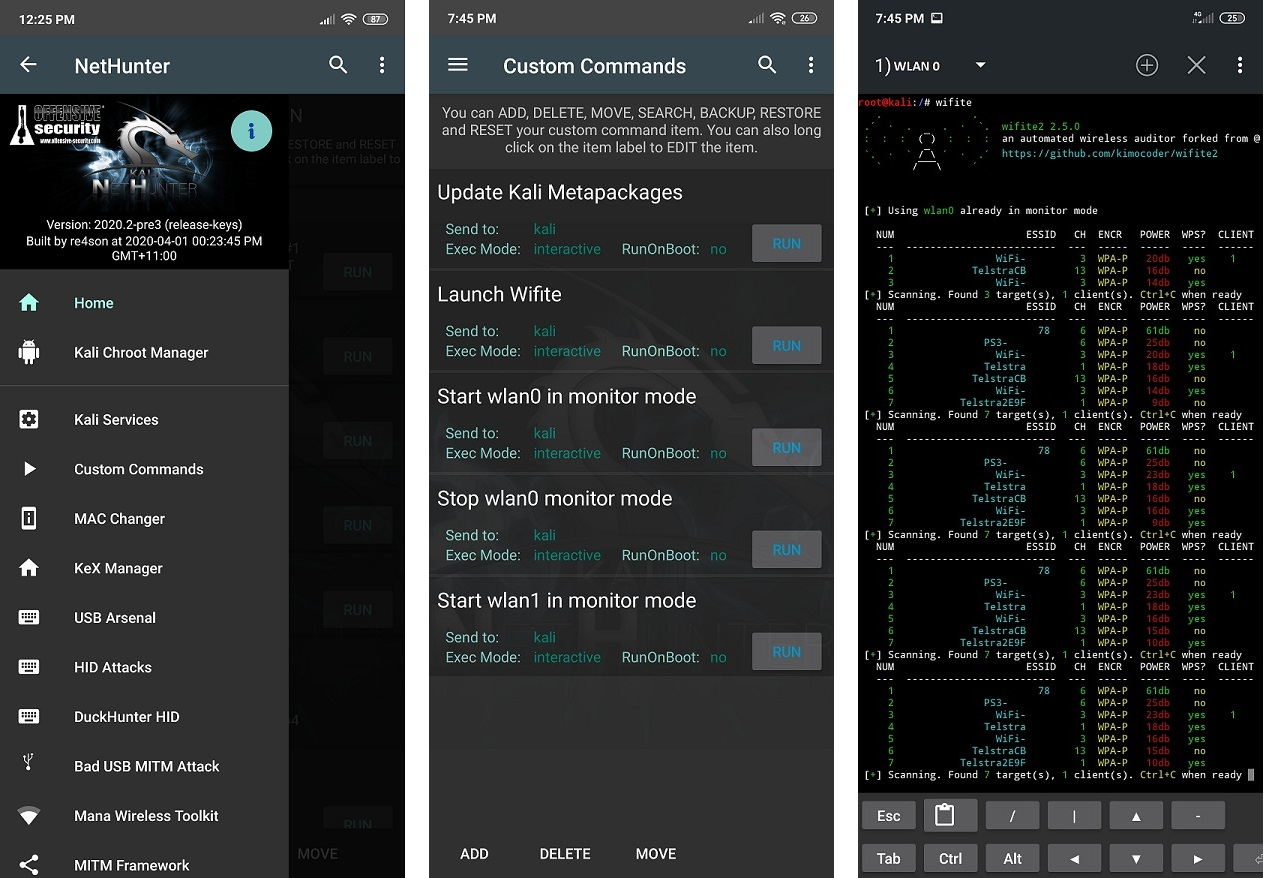
NetHunter alkalmazás a fejlett támadási módokhoz, amely a belső wlan0 interfészt használó wifi monitoring támadást mutatja be.

## NetHunter App Store
A Kali Nethunter egy olyan alkalmazásboltot tartalmaz, amely az F-Droid egy elágazásán alapul, a telemetria teljes eltávolításával. A boltban körülbelül 42 alkalmazás található (2021).

## Fordítás
- Ez a szócikk részben vagy egészben  a   Kali NetHunter című angol Wikipédia-szócikk ezen változatának fordításán alapul.  Az eredeti cikk szerkesztőit annak laptörténete sorolja fel. Ez a jelzés csupán a megfogalmazás eredetét és a szerzői jogokat jelzi, nem szolgál a cikkben szereplő információk forrásmegjelöléseként.